# Martin Castrogiovanni
Martin Castrogiovanni (ur. 21 października 1981 w Paranie) – argentyński rugbysta pochodzenia włoskiego, występujący na pozycji prawego filara młyna w Leicester Tigers, a także we włoskiej drużynie narodowej.
Grał w drużynach Argentyny U-19 i U-21. We włoskiej drużynie narodowej debiutował 8 czerwca 2002 w meczu z Nową Zelandią w Hamilton. Pierwsze przyłożenie zdobył 6 września 2003 w meczu z Gruzją z Asti. 4 lipca 2004 w meczu z Japonią w Tokio zaliczył 3 przyłożenia. Podczas Pucharu Sześciu Narodów w 2008 zdobył najwięcej przyłożeń wśród wszystkich zawodników włoskiej drużyny (3 przyłożenia).
Uczestniczył w Pucharze Świata w 2003, 2007 i 2011.
Z zespołami klubowymi zdobył: mistrzostwo Włoch oraz Puchar Włoch w sezonie 2003–2004 oraz mistrzostwo Anglii w sezonach 2006–2007, 2008–2009, 2009–2010. W swoim debiutanckim sezonie w Leicester Tigers został wybrany najlepszym graczem ligi.